# República romana temprana
La República romana temprana es un período de la historia de Roma que abarca desde la expulsión del rey Tarquinio el Soberbio en el año 509 a.C., según la tradición, hasta que Roma entra en contacto con las ciudades helénicas de la Magna Grecia (280 a.C., aproximadamente). Es el período de la formación de la ciudad-estado que conseguirá dominar Italia para, posteriormente, expandirse por todo el Mediterráneo.

## Antecedentes
La arqueología ha podido demostrar que los asentamientos en la orilla del Tíber que hoy ocupa Roma se remontan al menos hasta el siglo IX a.C.. En esos primeros tiempos, Roma fue gobernada por reyes, siete según la tradición. El último de estos reyes, Tarquinio el Soberbio, utilizó la crueldad, la violencia y la brutalidad como forma de gobierno, lo que exasperó al pueblo romano. Su último crimen fue permitir que su hijo Sexto violara a Lucrecia, una joven patricia. El pueblo, liderado por Lucio Junio Bruto, se levantó contra el rey y decidió deponerlo. Así terminó la monarquía y comenzó la era republicana.

## Creación de la República
Durante el tiempo de los Tarquinios el reino se había extendido hasta alcanzar 800 km² y la ciudad albergaba a unos treinta y cinco mil habitantes. Las ciudades latinas reconocían la fuerza del rey romano y le eran serviles.
La tradición establece como último rey de Roma a Tarquinio el Soberbio, personaje despiadado y déspota. Se cuenta de él que nunca consultaba al Senado ni completaba el número de sus integrantes, que pronunciaba las sentencias capitales y las confiscaciones sin la presencia de un consejo de senadores, acaparaba el trigo en cantidades enormes y obligaba a todos a servir en la guerra y a hacer frente a prestaciones abusivas. Sin embargo, no fue la conducta del rey lo que desencadenó su caída, sino la conducta de su hijo Sexto Tarquinio. Tarquinio permitió que éste violara a Lucrecia, una patricia romana. Un pariente de Lucrecia, Lucio Junio Bruto, que además era primo del rey, levantó entonces a la población para vengar el ultraje sufrido y expulsó a los Tarquinios en el año 509 a. C..
Algunos historiadores han supuesto que esta leyenda no es más que el comentario imaginado después de los sucesos[cita requerida]. Otros[¿quién?] opinan que hay algo de verdad en la historia. Sea como fuere, los Tarquinios (toda la familia) fueron expulsados de Roma y se establecieron en Ceres, donde en el siglo XIX se encontró un sepulcro con inscripciones pertenecientes a la familia datado de esta época.

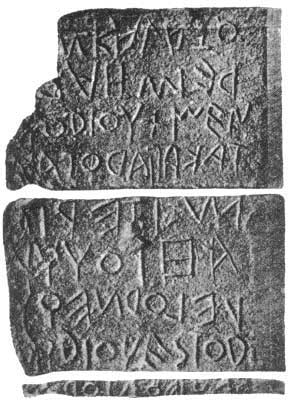
La llamada lapis niger, que posee el texto en latín más antiguo

En el siglo VI a.C. era común en todos los pueblos itálicos poner en manos de un jefe único y vitalicio un poder que podía resultar temible y que en manos inadecuadas podía pesar tanto sobre los ciudadanos como sobre los enemigos exteriores. El abuso y la opresión habían alcanzado límites poco tolerables para el pueblo romano, que para detenerlos tuvo que limitar ese poder.
La oposición comenzó en Roma por quitarle al gobernante la duración vitalicia de su mandato, o, más bien dicho, por suprimir la dignidad real, aborrecida desde este momento durante toda la historia de Roma. Esto no solamente ocurrió en Roma, ya que en pocos años todas las ciudades itálicas reemplazarían a sus magistrados vitalicios (reyes) por magistrados anuales.
Ya fuera por los desmanes del rey, o por el peso que su poder ejercía sobre el pueblo, su figura acabó siendo sustituida. Es de señalar que la época en que todas las tribus del Lacio expulsan a sus reyes coincide con la época del retroceso del poder etrusco en la zona. Es sabido que los últimos reyes de Roma fueron de ascendencia etrusca, por lo que cabría pensar que la expulsión de los reyes fue un acto de independencia frente a los etruscos, más que un acto popular de liberación frente a la tiranía de un rey.
Las evidencias arqueológicas no muestran una ruptura radical en la vida de la ciudad en esa fecha. La prosperidad económica continuó en la Urbs durante todo el final del siglo VI a.C., manifestándose en las obras de acondicionamiento del foro y en la construcción de diversos templos. Sin embargo, alrededor del año 480 a. C. se produjo una crisis económica (escasez de trigo, interrupción de las construcciones urbanas) que bien podrían ir asociadas al establecimiento de las instituciones republicanas y a la guerra posterior que citan todas las fuentes históricas.

### Establecimiento del poder consular
Los hechos que realmente ocurrieron se esfuman en la bruma de los tiempos, pero lo cierto es que las consecuencias de esa revolución perduraron durante siglos.

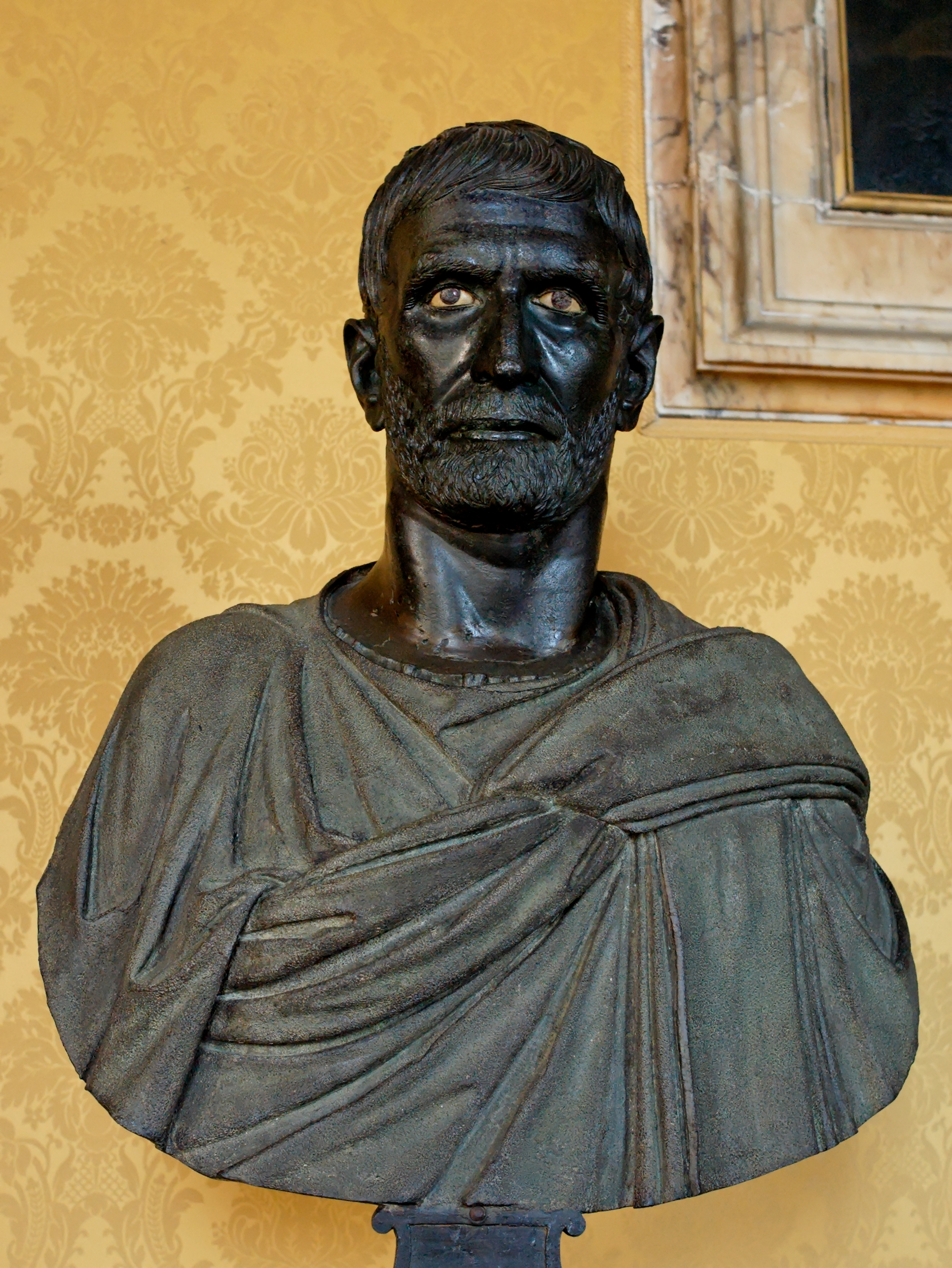
Busto de Lucio Junio Bruto, Museos Capitolinos.

La autoridad real no fue realmente suprimida. El único cambio que hubo fue que, en lugar de un rey vitalicio, se instituyeron dos reyes anuales, que se denominaron "jefes del ejército" (praetoris, prae-itor) o, simplemente, "colegas" (los que debían estar de acuerdo, cónsules). Este término se convirtió en el más usual.
Los poderes atribuidos a los cónsules les fueron concedidos con importantes condiciones: la autoridad suprema no estaba repartida entre ellos, sino que cada uno la ostentaba plenamente, como la había tenido el rey; poseían poderes religiosos, judiciales y militares. Cada uno de ellos hacía de contrapeso político a las decisiones del otro (las órdenes de uno podían ser revocadas por el otro). Todo esto hacía que la institución consular fuera un órgano de gobierno muy especial en Roma. Su fin era manifiesto: conservar la autoridad real intacta, sin dividirla, y limitarla oponiéndola a sí misma. Y para evitar el exceso de los cónsules su mandato quedó limitado a un año. Esto hizo cesar la originaria irresponsabilidad de los gobernantes.
Con el cese del gobierno vitalicio de una única persona, también cesó el derecho del jefe del estado de cultivar sus tierras mediante prestaciones impuestas al pueblo. Además, la ley Valeria del 509 a. C. estableció que el cónsul se veía obligado a conceder la apelación a todo condenado con tal de que la pena no hubiese sido pronunciada por un tribunal militar.

## Guerra en los primeros tiempos
Aunque el rey fue expulsado y el poder de los cónsules limitado temporalmente, las cosas continuaron siendo iguales para el pueblo. Roma estaba controlada por senadores de origen patricio y carecía de cualquier atisbo democrático, puesto que los plebeyos no participaban de la igualdad de derechos civiles y políticos.
En un primer momento nadie se levantó contra esto debido a la guerra, pero más tarde originaría numerosos conflictos.
Los primeros cónsules de la República, según la tradición, fueron Lucio Junio Bruto y Lucio Tarquinio Colatino. El primer acto de Bruto como cónsul fue el hacer jurar al pueblo romano que no toleraría a nadie que quisiera reinar en Roma. Después elevó el número de senadores a 300 y obligó a Colatino a renunciar bajo el pretexto de que él era un Tarquinio y Roma no sería libre hasta que todos los Tarquinios hubieran sido expulsados. Colatino se vio presionado y se mudó al pueblo latino de Lanuvium. Luego el Senado decretó que todos los Tarquinios debían ser exiliados y el pueblo eligió como nuevo cónsul a Publius Valerius, amigo de Bruto. Aparentemente a nadie le interesó que a pesar de que Bruto no portaba el nombre Tarquinio, él era un pariente más cercano a los reyes que el exiliado Colatino. Es más, más de un historiador[cita requerida] piensa que con la expulsión de Colatino lo que realmente pretendía Bruto era reinar en solitario.
Poco tiempo después, varios familiares de Bruto planearon su derrocamiento y el restablecimiento de la monarquía, contando para ello con el beneplácito de Tarquinio, pero la conspiración fracasó y muchos familiares del cónsul fueron ejecutados, incluyendo sus dos hijos: Tito y Tiberio. Al enterarse Tarquinio, montó en cólera y declaró la guerra a Roma con el apoyo de Veyes. Los dos nuevos cónsules no tardaron en reaccionar y salieron al paso de Tarquinio, venciéndole en una batalla aterradora donde Bruto encontró la muerte.

No fue esta la única vez que Tarquinio intentó recuperar el trono por las armas. Según la leyenda, una vez derrotado, Tarquinio buscó la protección del rey de Clusio Porsena, y le convenció para acabar con la República Romana, cosa para la que éste accedió a ayudarle. Se presentó con su ejército a las puertas de Roma y la sitió.

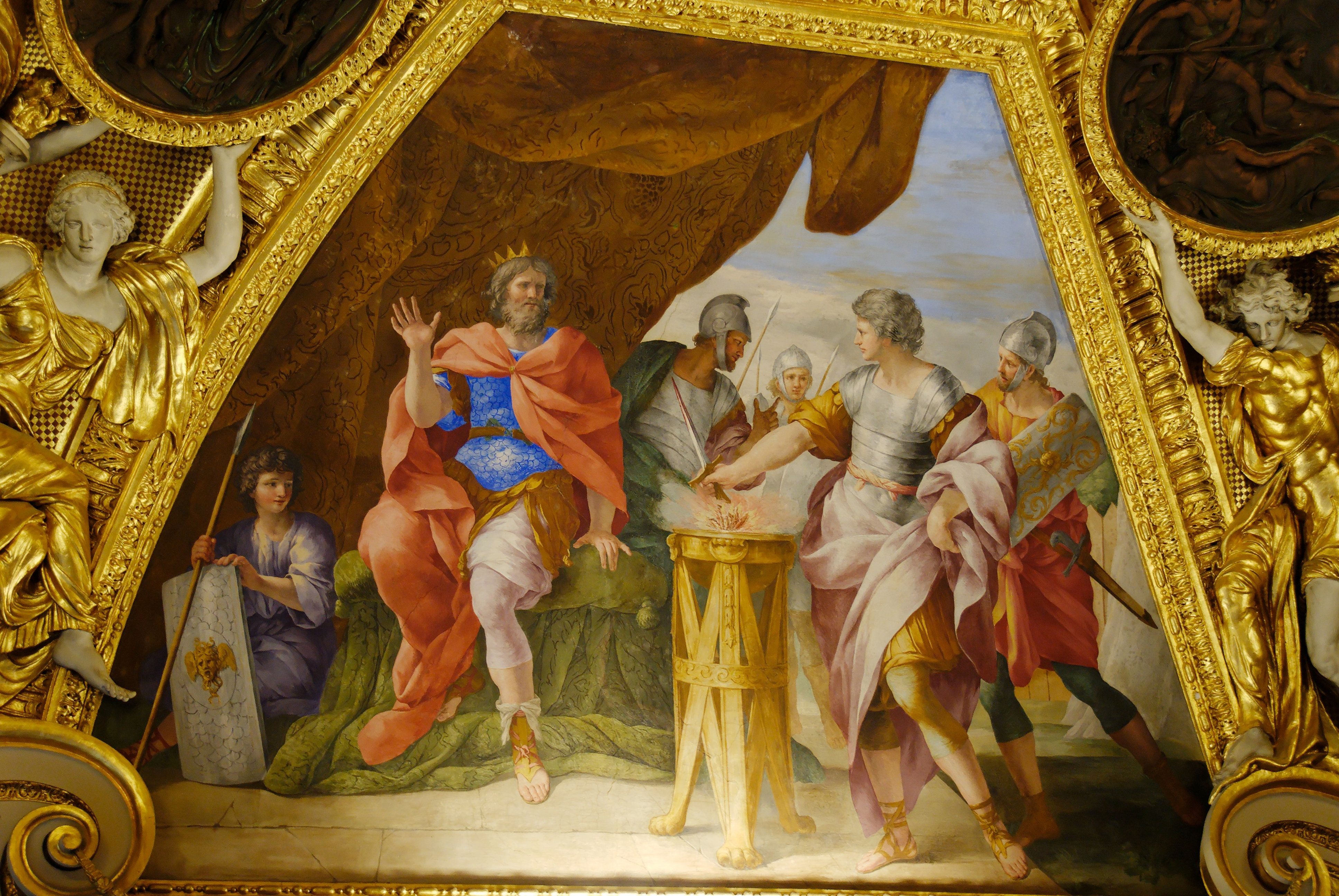
Mucio Escévola ante Lars Porsena
Giovanni Francesco Romanelli.Palacio del Louvre

Según la corriente principal, incluido Tito Livio, los jóvenes romanos, ante la imposibilidad de levantar el asedio, se conjuraron para matar a Porsena. Le tocó la suerte de ser el primero a Quinto Mucio Escevola, quien trató de infiltrarse en el campamento enemigo y asesinar al rey. Para evitar ser confundido con un desertor, puso al Senado al tanto de su decisión. Con el consentimiento, pues, de los padres conscriptos, cruzó el Tíber y, vestido a los usos de Etruria, logra ingresar por la noche en la tienda de campaña de Porsena. Pero temiendo que si no se daba prisa podría ser descubierto antes de llevar a cabo sus designios, se abalanza apresuradamente sobre la persona que por su atavío confundió con el rey y lo hiere de muerte. Escévola es rodeado al instante por los soldados de la guardia real que, por orden de Porsena, enarbolan antorchas y amenazan con someterlo al fuego si no responde quién es, por dónde llegó y cuántos se hallaban con él. Ante lo cual, Cayo Mucio, castigándose a sí mismo y demostrando absoluta entereza ante sus captores a la vez, introduce su mano derecha -aquella misma diestra que había clavado la espada en la persona errada- en un brasero que tenía a su lado y a la par que el fuego consume velozmente su carne, entre el terrible sonido y vaho de la combustión, exclama con total impasibilidad: "Poca cosa es el cuerpo, para quien sólo aspira a la gloria".
Porsena, admirado por el supremo coraje y valor del joven, decide perdonarle la vida; por lo que Cayo Mucio se muestra agradecido y decide confesarle al rey lo que por la fuerza no hubiese podido arrancarle, es decir, que 300 jóvenes romanos habían prestado juramento de acabar con el rey o sucumbir en el intento y que ahora mismo, algunos se hallaban rodeando el campamento. Dando crédito a esta invención del romano, y temiendo que se tratase de todos jóvenes tan valerosos como él, decide Porsena retirar sus tropas y poner fin a la guerra.
Con todo esto, y por quedar su mano derecha inutilizable, Cayo Mucio se ganó el apodo de Scevola, que en latín significa zurdo.
No se dio por vencido Tarquinio y organizó un nuevo ataque ayudado esta vez por los Latinos. La batalla tuvo lugar en las cercanías de Túsculo. Los romanos eligieron por primera vez a un dictador, Aulo Postumio, y a Tito Ebutio Helva como magister equitum (jefe de caballería). Octavio Mamilio, Tarquinio y su hijo Sexto comandaban a los latinos; la presencia de los Tarquinios provocó que los romanos lucharan más ardorosamente que en cualquier batalla anterior.
Tarquinio resultó herido al poco de iniciarse el combate cuando atacó a Postumio y murió poco después por esa herida; mientras tanto, Ebutio atacó a Mamilio, pero fue herido en el brazo, mientras que Mamilio sufrió una herida menor en el pecho. Las tropas de Tarquinio, compuestas por exiliados romanos, comenzaron a hacer retroceder a los romanos, y Marco Valerio, un destacado aristócrata romano, murió atravesado por una lanza cuando intentaba trabar combate con Sexto. En ese momento Postumio llevó tropas de refresco de su propia guardia personal al frente de batalla. Mamilio fue muerto en la lucha que siguió por Tito Herminio, quien cayó muerto inmediatamente después por el impacto de una jabalina. Postumio ordenó a los caballeros que desmontasen y atacaran a pie, y pronto los latinos fueron forzados a retirarse. 

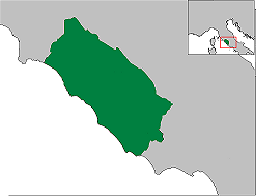
Territorio romano en el año 509 a.C.

 El campamento latino fue también capturado por los romanos victoriosos. Postumio y Ebutio regresaron a Roma en triunfo. A partir de ese momento Aulo Postumio fue conocido por el sobrenombre de Regillensis y los Latinos organizados en torno a una alianza forzosa con Roma: conservaron su autonomía pero perdieron el derecho de mantener relaciones exteriores con terceros, cosa de la que se ocuparía Roma como cabeza de la Liga Latina.
De todas estas guerras se desprende la situación de anarquía que vivía el Lacio hacia el final de la dominación etrusca. Muchos historiadores han querido pensar que todas las guerras a las que se vio abocada Roma en los primeros tiempos de la República fueron el resultado del vacío de poder dejado por los etruscos y una clara pugna entre todas las tribus del Lacio por hacerse con él.

## Disturbios entre patricios y plebeyos
En 494 a. C., unos pocos años después del derrocamiento de Tarquinio, los plebeyos de Roma se sublevaron ante el poder omnipresente de los cónsules. Estaban hastiados por las continuas guerras que no permitían a los hombres cultivar sus campos. Ante la negativa del Senado a licenciar las tropas, éstas se amotinaron y toda la plebe se retiró al Monte Sacro cercano a Roma, amenazando con fundar una nueva ciudad plebeya. Tras muchas negociaciones, lograron que los patricios accedieran a diversas medidas sobre la pérdida de la propiedad o la posesión a causa de deudas, se crearon colonias, se entregaron tierras, y se estableció el tribunado de la plebe. Este cargo sería sacrosanto (sacrosanctitas), lo cual significa que quien lo ocupase estaría protegido de cualquier daño físico, y que tendría el derecho de auxiliar a los plebeyos y rescatarlos del ejercicio del poder de un magistrado patricio (ius auxiliandi). Más tarde los Tribunos adquirirían un poder mucho mayor a través de la concesión del ius intercessionis, que les daba el poder de veto sobre cualquier ley o propuesta de cualquier magistrado, incluyendo otros Tribunos de la Plebe. Como representante principal de los plebeyos romanos, se requería que la casa del Tribuno estuviera abierta todo el tiempo, día y noche. Los Tribunos de la Plebe eran elegidos por el Concilium Plebis (Asamblea de la Plebe). Como los Cónsules, los tribunos de la plebe eran dos, siendo elegidos por las Curias. Más tarde se amplió su número a 5 y finalmente el número de Tribunos se incrementó hasta diez.

### Las Doce Tablas
En el año 451 a. C. y 450 a. C. la relación de los Fastos no menciona a los cónsules, sino a una magistratura colegiada compuesta de diez miembros, con el título de decemviri legibus scribundis consulari potestate. La tradición la considera un éxito de la plebe en su tradicional lucha con los patricios. Dicha magistratura dejaba en suspenso a todas las demás y no era apelable. En los dos años que se mantuvo, fue ocupada por dos colegios sucesivos. El primero, formado por patricios, fue presidido por Apio Claudio, y las leyes que redactó, fueron inscritas en diez tablas. El segundo,formado por patricios y plebeyos, con la misma presidencia, fue menos efectivo, pues su labor se limitó a dos tablas. Además, estuvo lastrado por ambiciones personales, y al término del año de su gobierno, sus componentes se negaron a dimitir, como era normativo. Finalmente el decemvirato cayó, y se volvió al sistema tradicional del doble consulado.
La misión de los decemviros era redactar nuevas leyes, para regular las relaciones entre los ciudadanos, normativa que tomó cuerpo en la Ley de las XII Tablas (Lex XII Tabularum), un texto legal que contenía normas para regular la convivencia del pueblo romano. La ley se publicó al principio en doce tablas de madera y, posteriormente, en doce planchas de bronce que se expusieron en el foro. Debido a que no queda vestigio alguno de su existencia, algún autor ha llegado a sugerir que no existieron, aunque el historiador Tito Livio dijera de ellas que eran la fuente de todo el derecho romano, tanto público como privado y, por su parte, Cicerón afirmara que los niños aprendían su contenido de memoria.

## Guerras contra Veyes
Hasta el momento de la creación de la Ley de las Doce Tablas, Roma se había tenido que imponer en el exterior ante los Volscos, los Ecuos y los Sabinos en una serie de caóticas guerras anuales. El enemigo de la campaña anterior era el aliado de ésta y el aliado del enemigo en la siguiente. Al fin, Roma, aliada con los latinos, consiguió imponerse sobre todos sus enemigos.
Una vez libre de las amenazas más cercanas, fijó sus ojos en la ciudad etrusca de Veyes, 16 km. al norte de la Urbs. En principio, la causa de la guerra fue la pugna por el dominio de las rutas comerciales, que tenían como eje el río Tíber, pero luego el asunto se fue complicando con nuevos elementos, como la presión sabina sobre Roma, las necesidades de expansión de esta ciudad, o sus nuevas necesidades de abastecimiento.
La primera guerra comienza con incidentes fronterizos provocados por Roma, que aspira a los bosques de la desembocadura del Tíber, y al control de la Vía Salaria. El principal hecho es la Batalla de Crémera, en el año 477 a. C., con victoria de Veyes sobre un ejército privado romano a cargo de la familia patricia de los Fabio.
La guerra terminó con una tregua, que otorgaba ventaja a los veyanos, pues deja en su poder la ciudad de Fidenas, que impide el comercio romano con Etruria.
Al finalizar la tregua, unos 40 años más tarde, la guerra volvería a reaparecer. Surge a consecuencia del asesinato del legado romano por el tirano de Veyes, Lars Tolumnio. El resultado es la reconquista de Fidenas por Roma, que constitutía una avanzada etrusca en la margen romana del Tíber y una ciudad estratégica para el comercio, y con una nueva tregua, la cual expiró en 406 a. C. y provocó la última embestida romana contra la ciudad etrusca, la cual duraría diez años y sería considerada por los romanos como una nueva guerra de Troya. Se inicia con el asedio romano de Veyes, que se prolonga durante los ya citados diez años. Veyes sólo obtiene el apoyo de las ciudades etruscas de Falerii y Tarquinia, mientras que la también etrusca Caere apoya a los romanos. Finalmente, la ciudad cae ante el dictador romano Marco Furio Camilo, y pasa a formar parte de la República de Roma.
El momento (396 a. C.) es importante para ambas ciudades, pues marca el principio de la decadencia final de Etruria, amenazada por el norte por los celtas, y al sur por Roma, así como el inicio de la expansión romana, que la llevará a la conquista de toda Italia.

## La invasión gala del 390a.C.
Mientras Roma estaba ocupada en el sitio de Veyes, los galos Senones, comandados por el rey Breno, invadieron la provincia etrusca de Siena y atacaron la ciudad de Clusium. Los clusianos, desbordados por el tamaño del ejército enemigo y por su ferocidad, pidieron ayuda a Roma, aunque no eran amigos ni aliados. Roma, por su parte, debilitada por la guerra veyense, envió una delegación para investigar la situación.

Las negociaciones con los galos, muy difíciles, fueron subiendo de tono hasta que al final se rompieron y Quinto Fabio, miembro de una poderosa familia patricia, mató a uno de los líderes galos. Los galos exigieron que la familia Fabia les fuese entregada para ajusticiarlos, pero los romanos no sólo se negaron sino que, fueron elegidos en su lugar para el año siguiente como tribunos militares con poderes consulares en 390 a. C. (el rango más alto que se podía alcanzar). 

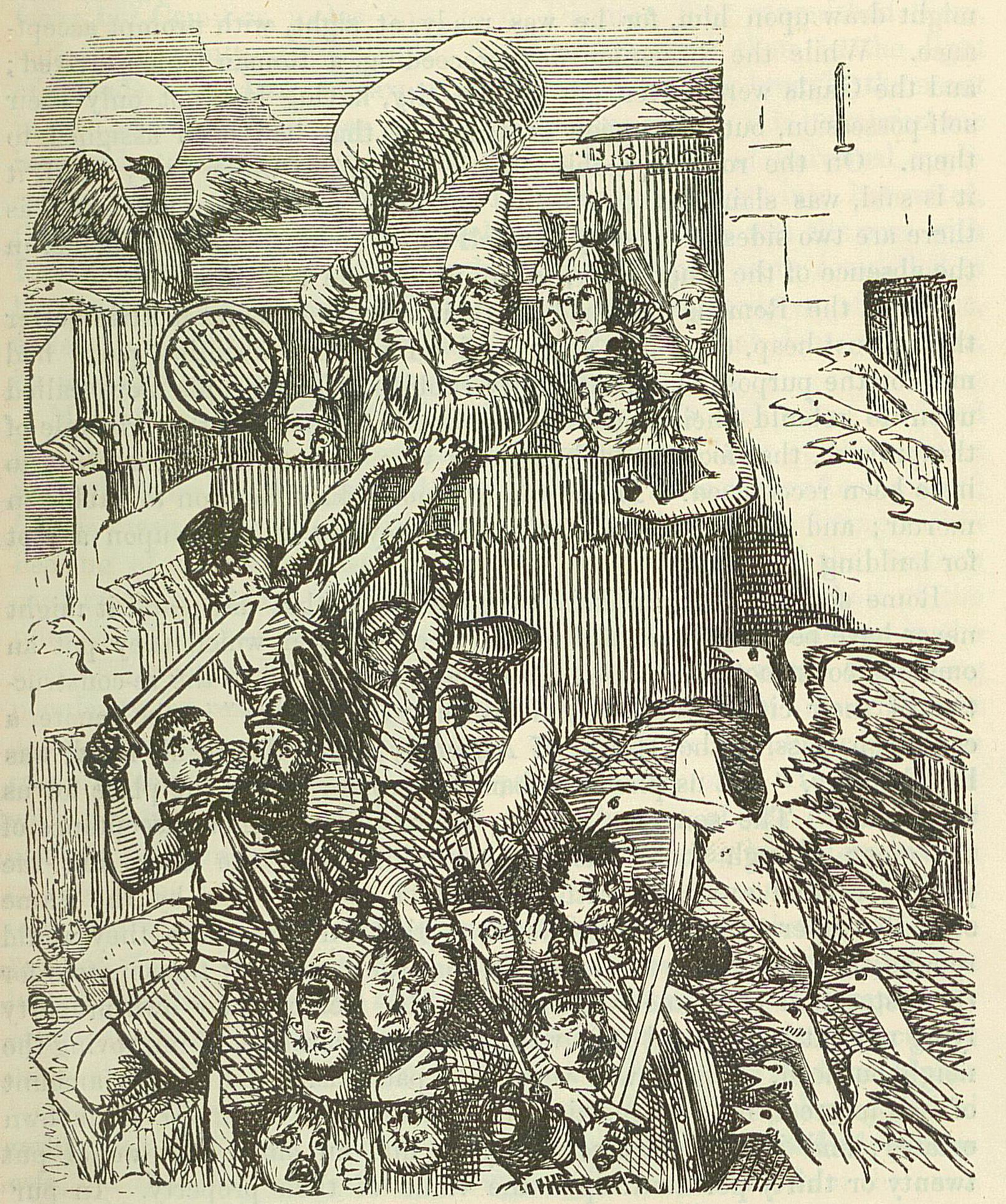
El Capitolio salvado por el graznido de los gansos. The Comic History of Rome, Gilbert Abbott A. Beckett.

Inmediatamente, Breno declaró la guerra a Roma. Los romanos, confiados, enviaron un ejército de 40.000 hombres bajo el mando de Quinto Sulpicio contra los senones, una tribu gala que debía ser similar en número, comandada por Breno. Los romanos, con seis legiones, se asentaron en el río Alia para poder vigilar el avance de los senones hacia Roma. Cuando los galos atacaron, los flancos romanos retrocedieron y dejaron expuesto al centro de la formación para ser rodeada y masacrada. Muchos de los ciudadanos más mayores formaban en el centro y serían echados en falta en la calamidad que sobrevendría después.
Los remanentes de las legiones huyeron de vuelta a Roma en estado de pánico. Tito Livio comenta que todos corrieron a Roma y se refugiaron en el Capitolio sin antes cerrar las puertas. Los ciudadanos se refugiaron e hicieron fuertes en el Capitolio, colina contra la que se estrellaron los sucesivos ataques galos.
Por entonces los soldados romanos acantonados en Veyes necesitaban enviar un mensaje al Senado para poder reinstaurar a Marco Furio Camilo como dictador y general, por lo que un mensajero escaló un acantilado que los galos no vigilaban. El mensajero partió con la aprobación del Senado, pero los galos se dieron cuenta de este camino hacia la colina y atacaron. Según la leyenda, Marco Manlio Capitolino fue alertado del ataque de los galos por el ganso sagrado de Juno.
El resto de la ciudad fue saqueada y casi todos los escritos romanos fueron destruidos. Como resultado, toda la historia romana anterior a esta fecha es probablemente más leyenda que historia. Marco Furio Camilo habría llegado con un ejército de liberación, si bien esto podría ser propaganda romana para ayudar a superar la humillación de la derrota. Los galos podrían no estar preparados para un asedio, y una epidemia haberse propagado entre ellos como resultado de no enterrar a los muertos. Breno y los romanos terminaron negociando un final del asedio cuando los romanos aceptaron a pagar unas mil libras de oro tras siete meses de calamidades.
Según los relatos, y para añadir el insulto a la injuria, se dice que se descubrió que Breno usaba pesos falseados para medir el oro. Cuando los romanos se quejaron, se dice que Breno exclamó Vae victis! («¡Ay de los vencidos!»). En ese momento sería cuando Camilo llegó a Roma con el ejército y contestaría Non aurum, sed ferro, recuperanda est patriae («No es el oro, sino el hierro, lo que recupera la patria»), atacando y derrotando a los galos.
Esta derrota supuso la primera y última vez en que la ciudad de Roma fuese capturada por fuerzas extranjeras hasta los últimos días del Imperio Romano, alrededor de siete siglos más tarde. Sin embargo, esta catástrofe permaneció en la memoria de Roma durante generaciones y todos los años, en el aniversario del saqueo, los perros guardianes eran crucificados en la Colina Capitolina como castigo a su negligencia en alertar a las gentes de Roma de la incursión gala. Los gansos capitolinos, por su parte, y en reconocimiento por haber sido la única advertencia del ataque, eran traídos a ver el espectáculo en cojines de color púrpura.

## Levantamientos tras el saqueo. Restablecimiento del poder de Roma
En el año 389 a. C. Camilo fue nombrado interrex por segunda vez con el propósito de elegir a los tribunos consulares de ese año, y, en el mismo año, las tribus vecinas se levantaron contra Roma, con la esperanza de conquistar sin dificultad la debilitada ciudad tras el saqueo galo. Camilo fue nombrado de nuevo dictador, e hizo a Gayo Servilio Ahala su magister equitum. 
Primero derrotó a los volscos, y tomó su campamento, y les obligó a someterse a Roma después de un conflicto que duró setenta años. Los ecuos fueron derrotados cerca de Bola, y su capital fue tomada en el primer ataque. Sutrium, que había sido ocupada por etruscos, cayó de la misma forma. Después de la conquista de estas tres naciones, Camilo regresó a Roma en triunfo.

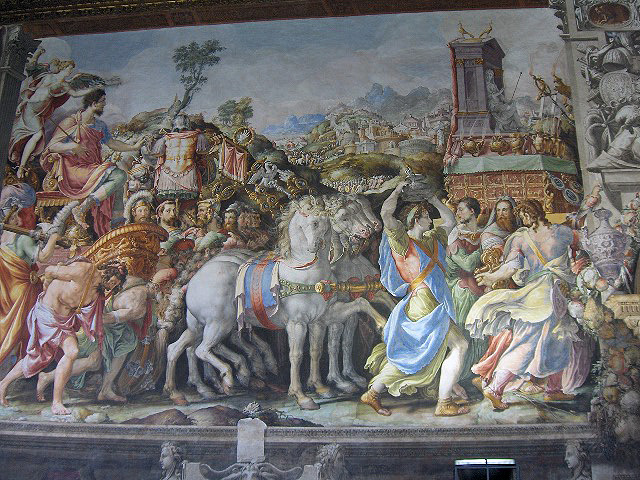
Francesco Salviati, Triunfo de Furio Camilo, Fresco en el Salone dei Cinquecento, Palazzo Vecchio, Florencia, Italia.

En el año 386 a. C. Camilo fue elegido por cuarta vez tribuno consular, y, tras haber rechazado la dictadura que se le ofrecía, derrotó a los etruscos y antiates. En 384 a. C. fue tribuno consular por quinta vez, y en el año 381 a. C. por sexta vez. En este último año en que sometió a los volscos rebeldes y los praenestianos.
Durante la guerra contra los volscos Lucio Furio Medulino fue nombrado como su colega. Este último rechazó la cautela de Camilo, y, sin su consentimiento, dirigió sus tropas contra el enemigo, y quedó en una situación peligrosa, siendo rescatado por Camilo, quién obtuvo una victoria completa.
Después de eso Camilo recibió órdenes de hacer la guerra a los tusculanos por haber ayudado a los volscos, y, a pesar de la conducta de Medulino, Camilo lo eligió de nuevo como su colega, para otorgarle la posibilidad de rehabilitarse de su desgracia.

## Leyes Licinio-Sextias
Cayo Fabio Ambusto, junto a Lucio Sextio, propuso a la plebe que los abusos de los patricios en lo referente a las deudas no serían eliminados hasta que un plebeyo ocupara la más alta magistratura (el consulado). Ambos se presentaron al tribunado, pero solamente fueron elegidos Lucio Sextio y Cayo Licinio, quienes iniciaron los trámites de los proyectos de ley: uno referente a las deudas, disponiendo que los intereses sobre un préstamo debían ser deducidos de la cantidad prestada; otro sobre las propiedades rústicas, prohibiendo que nadie fuera propietario de más de 500 yugadas de tierra; y el último disponiendo la no celebración de elecciones de tribunos consulares y la elección de, al menos, un cónsul plebeyo.
Estas medidas no gustaron en demasía a los senadores patricios, que se apresuraron a sobornar a los demás tribunos (recordemos que eran diez en esa época), quienes vetaron los proyectos. Sextio amenazó con vetar todas las resoluciones que se propusieran, dejando así inerte al estado (sin cónsules, al vetar la celebración de los comicios) durante cinco años.
Ante los acontecimientos, los senadores no tuvieron más remedio que recurrir a la dictadura, magistratura que volvieron a poner en manos de Camilo (368 a.C), con casi 80 años de edad, ya que era un defensor a ultranza de los patricios. Sin embargo, Camilo, ya anciano, se vio obligado a dimitir ante las presiones de la plebe y de los tribunos.
Tras un año de intensos debates, Camilo volvió a subir a la dictadura ante un nuevo ataque de los galos, por lo que convenía garantizar la estabilidad interior. Los patricios no aceptaban fácilmente estas leyes, así que solamente fueron aprobadas tras la mediación de Camilo tras vencer a los galos y poner orden en una sedición civil que se había levantado contra los patricios(367 a. C.). Así, Lucio Sextio se convirtió en el primer plebeyo en llegar al consulado. 
Las leyes Licinio-Sextias representaron un importante triunfo de los plebeyos contra los privilegios de los patricios.

## Creación de la Pretura
Es bien sabido que en los primeros tiempos de la República los cónsules recibían también el nombre de pretores. ¿Fueron denominados así hasta la creación de la pretura o fue este nombre rescatado del olvido para designar la nueva magistratura?
Lo único cierto que se puede concluir es que la creación de la pretura obedece a fines egoístas por parte del patriciado. Al haber conseguido los plebeyos el acceso al consulado, los patricios no perdieron el tiempo y despojaron a los cónsules de su poder jucidial para crear con él una nueva magistratura cuyo acceso solamente estaba permitido a los patricios. Con esa jugada se reservaban el control de todos los poderes del estado, tanto militares y políticos al poder acceder al consulado, como judiciales, al tener el derecho exclusivo sobre la pretura. Fue una jugada maestra que hicieron pasar como consecuencia del toma y daca del año anterior: los plebeyos consiguen el consulado a cambio de que el patriciado consiga la pretura (366 a. C.).
Desde su creación hasta el año 241 a. C. solo existió un pretor en Roma, encargado de la organización de los procesos, con posterioridad se creó otro para proteger a los peregrinos. Sus funciones eran diversas:
- Organizaban los procesos pero no eran jueces.
- Podían ejercer una comandancia militar.
- Convocar al Senado y los comicios.
- Proponer leyes.
- Gobernar las provincias.

Su número fue creciendo a la par que Roma iba conquistando nuevos territorios (llegó a haber ocho, sin mencionar que a muchos se les prorrogaba el mandato otro año y gobernaban como propretores (propraetores), pero a pesar del número de pretores, esta magistratura no estaba colegiada, ya que todos no tenían las mismas competencias y estas eran sorteadas. Estaban investidos de Imperium e ius auspiciorum maius.
El cónsul perdió las funciones judiciales civiles en favor de un magistrado curul designado como Pretor, por plazo de un año, quien figuraba igualmente entre los magistrados de mayor jerarquía. Su nombramiento recayó en los Comicios Centuriados y con el mismo ceremonial religioso que se usaba para la elección del cónsul. La insignia de su cargo era la toga pretexta. Al Pretor correspondían, además, las funciones consulares cuando los cónsules estaban ausentes.
El Pretor fu exclusivamente patricio hasta el 337 a. C., año en que pudieron acceder a la pretura los plebeyos. Progresivamente los plebeyos ostentaron la magistratura en la mayoría de las ocasiones.

## Guerra contra el Samnium
Durante años los pueblos montañeses de los Apeninos habían luchado por expandirse hacia las tierras bajas de Campania y la costa tirrena, pero tanto etruscos como latinos habían impedido estos movimientos. Los samnitas eran una de estas rudas tribus apeninas que se habían expandido hacia la costa campana, donde habían tomado contacto con la más avanzada civilización griega, y que suponía su salida natural al mar para dominar así los mercados tirrenos. Por su parte, los brutios y los lucanos presionaban a las colonias griegas de la Magna Grecia, de las que Tarento era la principal de ellas.

Territorios de Roma, de sus aliados y de los samnitas en el 338 a. de C.

La primera guerra samnita tuvo lugar entre el 343 y el 341 a. C.; tras el sometimiento de los auruncos por Roma, ésta fijó como siguiente objetivo la Campania, consolidando la frontera oriental que, mediante el río Liris, ponía en contacto a la República con el Samnio. Por su parte, los samnitas comenzaron a presionar a los sidicinos de la ciudad de Cales, quienes buscaron la ayuda de Capua. No obstante, Capua fue derrotada por los samnitas, y apeló entonces a Roma mediante la fórmula de la deditio: una fórmula legal que suponía la entrega de la ciudad más que un simple pacto, y por tanto un lazo legal más fuerte que el reciente foedus entre romanos y samnitas. De esta forma, Roma tuvo la excusa idónea para atacar a sus antiguos aliados, debido al creciente interés que suponían para la República expandir sus redes comerciales fuera del Lacio y acaparar los centros comerciales para así paliar su excesiva dependencia de la agricultura.
La deditio de Capua supuso así el casus belli que llevó a samnitas y romanos a la guerra. Los romanos, dirigidos por Marco Valerio Corvo, obtuvieron algunas victorias en Campania y el propio Samnio; no obstante, la guerra fue impopular en algunos sectores de la sociedad romana. Incluso algunas guarniciones romanas en Campania se rebelaron, motines que fueron reprimidos por Valerio Corvo con comprensión hacia sus soldados.
De esta forma, la guerra finalizó sólo dos años después de iniciarse, con una paz de compromiso en la cual los samnitas reconocieron la adhesión de Capua a Roma y los intereses romanos en Campania, y los romanos entregaron los territorios sidicinos al ámbito samnita. Inmediatamente, los aliados latinos de Roma se rebelaron contra ésta, puesto que la urbe había obligado a los miembros de la Liga Latina a luchar contra los samnitas sin consultarles, y se sintieron oprimidos por el control que Roma ejercía sobre ellos, razón por la que estalló la segunda guerra latina.

## Defección Latina
Alarmadas por la política expansionista de Roma, las ciudades latinas enviaron una embajada al Senado romano para proponer la creación de una república en paridad entre Roma y el Lacio, en lugar de estar este último subordinado a Roma, y que aceptara en el Senado a representantes latinos. Roma rehusó la propuesta, por lo que los latinos se alzaron en armas.
Tras ser rivales durante la anterior primera guerra samnita, Roma se alió con los samnitas para sofocar la rebelión de la renovada Liga Latina, que contaba con el apoyo de los volscos de Anzio (Antium), los campanos y los sidicinos, traicionados por Roma al ser entregados a los samnitas como una de las condiciones de paz. Sólo los laurentes del Lacio y los equites de Campania permanecieron fieles a Roma, así como los pelignos.
Mientras los latinos penetraban en el Samnio, las tropas romanas marcharon hacia el país de los volscos, para someterlo y repartirse el territorio con los samnitas, cuyas tropas se unieron a las romanas en la Campania. Ambos ejércitos derrotaron conjuntamente a los latinos y campanos en la batalla del Vesubio, cerca del monte homónimo (339 a. C.). Los cónsules romanos eran Publio Decio Mus, quien sacrificó su vida en la batalla para obtener el favor de los dioses romanos, y Tito Manlio Torcuato, quien restauró la disciplina del ejército ejecutando a su propio hijo tras un acto de desobediencia involuntaria.
Un año más tarde, Manlio derrotó a los latinos de forma decisiva en la batalla de Trifano (338 a. C.), de manera que los latinos evacuaron la Campania y fueron acorralados por los romanos en el Lacio. De esta forma, el conflicto finalizó con la capitulación de Anzio ante el cónsul romano Cayo Menio y con la entrega de la flota volsca. Las proas (rostra) de los barcos apresados pasaron desde ese momento a adornar las tribunas de los oradores en el Foro Romano.
La Liga Latina se disolvió y sus ciudades se integraron en la República Romana mediante acuerdos bilaterales y estatutos específicos para cada una, impidiendo las relaciones particulares y de derecho entre ellas. A cambio, las ciudades sometidas recibieron mayores derechos para sus ciudadanos , y algunas de ellas incluso recibieron la ciudadanía romana, como Lanuvio o Aricia; otras fueron elevadas al rango de colonias, como Ostia, Anzio y Terracina.

## Segunda guerra contra el Samnium

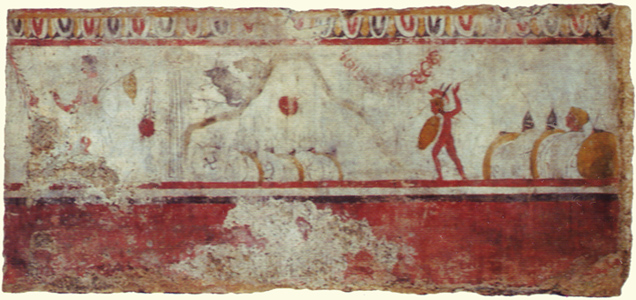
Escena del paso bajo el yugo, en una pintura mural romana.

Tras la segunda guerra latina, en la cual los samnitas apoyaron a Roma, los samnitas interpretaron como casus belli tanto el apoyo que Roma brindó a la ciudad de Nápoles, amenazada por los samnitas, como la fortificación de Fregelas (328 a. C.), situada en la margen opuesta del río Liris que hasta ese momento había supuesto la frontera entre ambos pueblos.

Se distinguen dos fases en el enfrentamiento: una primera fase (327-321 a. C.) en la cual los romanos trataron de cercar el territorio samnita. 
Sin embargo, en 321 a. C. los samnitas cercaron al ejército romano en las Horcas Caudinas, permitiendo su retirada en condiciones humillantes, y suponiendo el fin de la contienda hasta ese momento. En 316 a. C. Roma reanudó las hostilidades, pero fue de nuevo derrotada en la batalla de Lautulae (315 a. C.). Su siguiente estrategia fue la construcción de la Vía Apia que la comunicaba con Capua, fundando colonias a lo largo de su recorrido para encerrar a los samnitas dentro de su territorio.
En 310 a. C. los romanos vencieron a los etruscos (aliados samnitas desde el 311 a. C.) en la batalla del Lago Vadimón, a orillas del Tíber. Tras un avance sobre la Apulia, los romanos tomaron Boviano, la capital samnita.
El fin de la guerra en 304 a. C. supuso el sometimiento de la Campania por Roma, y la renuncia a toda expansión por parte de la Liga samnita.

## Tercera guerra contra el Samnium
La tercera guerra samnita tuvo lugar entre el 298 y el 290 a. C. Los samnitas organizaron una coalición antirromana con los etruscos, sabinos, lucanos, umbros y celtas del Norte de Italia. Roma obtuvo victorias por separado frente a todos ellos y reocupó Boviano (298 a. C.). Las tropas samnitas huyeron hacia el Norte en pos de etruscos y celtas, y en 295 a. C. la alianza luchó contra los romanos en la batalla de Sentino, en la que fueron derrotados.
Tras firmar la paz con los etruscos, Roma fundó la colonia Venusia en Apulia para frenar a los samnitas, quienes finalmente se rindieron en 290 a. C. Desde ese momento, los samnitas se vieron obligados a ceder a Roma tropas auxiliares en caso de contienda, siendo así paulatinamente asimilados por la cultura romana.
Roma era ya dueña de Italia desde el Rubicón hasta las fronteras con la Magna Grecia.